# Promionides
Promionides là một chi bướm đêm thuộc họ Noctuidae.